# Goveđe Polje
Goveđe Polje je naselje u Republici Hrvatskoj, u sastavu općine Dežanovac, Bjelovarsko-bilogorska županija.

## Zemljopis
Smješteno je 151 metar iznad visine mora. Na 45° 30' 59.'' N (45 stupnjeva, 30 minuta i 59 sekundi sjeverne zemljopisne širine) i 17° 05' 18'' E (17 stupnjeva, 5 minuta i 18 sekundi istočne zemljopisne dužine).
Regionalno gledano naselje se nalazi na samom istoku središnje Hrvatske, odnosno u zapadnoj Slavoniji. Goveđe Polje je rubno naselje svoje županije a graniči s mjestima pod imenom Brekinska (jugozapad), Kapetanovo Polje (jugoistok) te Ploštine (jugoistok) koja su u sklopu Požeško-slavonske županije. Ostala mjesta s kojima ovo naselje graniči su: Trojeglava (sjeveroistok), Gornji Uljanik (sjeverozapad), Uljanički Brijeg (zapad) te Kaštel Dežanovački (sjever).
Gradovi u blizini su: Garešnica, Daruvar, i Pakrac. Sva tri grada nalaze se na podjednakoj udaljenosti koja iznosi 15-20 kilometara. Mještani naselja administrativno su vezani za Daruvar, a najbliža bolnica nalazi se u Pakracu. Na tridesetak kilometara udaljenosti nalazi se grad Kutina, te ujedno i najbliži izlaz na autocestu koji povezuje ovaj kraj s krajnjim istokom zemlje s jedne strane te sa Zagrebom s druge strane. U selu je aktivno dobrovoljno vatrogasno društvo - DVD Goveđe Polje.
Što se krajolika tiče, Goveđe Polje je pretežno nizinski kraj u kojem prevladavaju ratarske površine, a ostatak naselja je pokriven šumom. Iz perspektive tipologije naselja ovo mjesto može se svrstati u tip "naselja u nizu" ili linijskih naselja koja obilježava jedna glavna ulica uz koju je smještena većina kuća. Ovaj tip naselja karakterističan je za ovaj dio zemlje te Slavoniju u cjelini. Nedaleko od istočnog ruba sela protječe rijeka Bijela. 

## Demografija
Prema popisu stanovništva iz 2011. godine, naselje je imalo 100 stanovnika.
| broj stanovnika | 245   | 353   | 366   | 507   | 495   | 534   | 528   | 527   | 486   | 483   | 400   | 330   | 241   | 202   | 140   | 100   | 73    |
|                 | 1857. | 1869. | 1880. | 1890. | 1900. | 1910. | 1921. | 1931. | 1948. | 1953. | 1961. | 1971. | 1981. | 1991. | 2001. | 2011. | 2021. |

## Povijest
Goveđe Polje je kao i sva druga naselja u okolici, kroz povijest bilo u sastavu različitih država/zemalja.
 
U nastavku je prikazan kronološki popis naziva država/zemalja unutar čijih granica se nalazilo ovo selo kroz povijest.  
- od 1991. - Republika Hrvatska
- od 1945. - Socijalistička Federativna Republika Jugoslavija
- od 1941. - Nezavisna Država Hrvatska
- od 1929. - Kraljevina Jugoslavija
- od 1918. - Kraljevina Srba, Hrvata i Slovenaca
- od 1867. - Austro-Ugarska
- od 1804. - Austrijsko Carstvo
- od 1691. - Kraljevina Hrvatska pod Habsburzima[9]
- od 1552. - Osmansko Carstvo (Bosanski pašaluk)